# Glenn Danzig
Pour les articles homonymes, voir Danzig.
Glenn Danzig, de son vrai nom Glenn Allen Anzalone, né le 23 juin 1955, est un chanteur américain. Il a fondé successivement les groupes The Misfits, Samhain et Danzig. Reconnu comme l'un des tenants du genre horror punk, son style musical a évolué du rock au heavy metal et à l'indus, en passant par des influences blues et folk (sa chanson Thirteen est reprise par Johnny Cash dans l'album American Recordings).

## Biographie
Glenn Danzig commence sa carrière musicale très jeune, en tant que bassiste puis en tant que chanteur dans des petits groupes. N'ayant jamais pris aucun cours de chant, il est néanmoins très vite remarqué par sa puissance vocale. Il fonde en 1977 les Misfits, au sein desquels il occupera naturellement le poste de chanteur. Mélangeant instrumentation punk et thèmes morbides, le groupe sera considéré comme le fondateur d'un nouveau sous-genre du punk, l'Horror punk et suscitera un engouement très important. Mais en 1983, le groupe se sépare en raison des tensions entre les membres.
Cette même année, Glenn Danzig va créer un autre groupe, Samhain, qui va publier deux albums : Initium en 1984 et November-Coming-Fire en 1986. Un an plus tard, sous l'aile de Rick Rubin, le groupe signe chez une major, et change alors son nom en Danzig pour devenir un des plus importants groupes de heavy metal de son époque. En 1988, le groupe publie son premier album Danzig, qui sera un grand succès (notamment grâce au single Mother). Sur cette lancée le groupe publiera trois albums, eux aussi couronnés de succès : Danzig II: Lucifuge, Danzig III : How the Gods Kill, et Danzig IV.
Glenn Danzig publie par ailleurs un album solo et instrumental : Black Aria, en 1992.
En 1995, Jerry Only, le bassiste cofondateur des Misfits, décide de reformer le groupe avec l'aide de son frère Doyle Wolfgang von Frankenstein, lui aussi membre des Misfits avant leur séparation, mais Glenn Danzig (qui avait déjà auparavant engagé une bataille juridique envers ses anciens camarades à propos des droits d'auteur des albums des Misfits) refuse de reconnaitre l'existence de ce groupe. Son exemple est suivi par une grande partie des fans de la première heure, qui ne retrouvent pas l'esprit qui caractérisait le groupe à l'époque où il était mené par Danzig.
L'année suivante, alors que la composition de son groupe a totalement changé, Danzig publie un cinquième album sans Rick Rubin et avec une nouvelle maison de disques : Danzig V : Blackacidevil. Cet album marque un changement musical profond qui entraînera un certain désintérêt de la part des fans. Les trois albums suivants ne parviendront pas eux non plus à connaitre le succès des premiers opus.
En 2006, Glenn Danzig publie son deuxième album solo Black Aria II.
En 2016 il participe à plusieurs concerts de reformation des Misfits avec Jerry Only, Doyle Wolfgang Von Frankenstein ainsi que le batteur Dave Lombardo.

## Informations diverses
- Glenn Danzig est un pratiquant et professeur certifié de Jeet kune do, pratiquant également la musculation et la boxe thaïlandaise[2],[3].
- Il s'est par ailleurs souvent fait remarquer pour ses nombreuses altercations, en venant parfois aux mains, comme ce fut le cas à Londres en 1979, où il passa deux nuits en prison après s'être battu avec des skinheads lors d'un concert de The Jam (cet incident lui inspirera la chanson London Dungeon). En 1993, Vivian Campbell de groupe Def Leppard, l'aurait volontairement bousculé dans le dos à la suite d'une altercation verbale entre sa petite amie d'alors et Glenn Danzig. Les faits n'ont cependant jamais été prouvés, contrairement à la bagarre qui l'opposa à Danny Marianino, membre du groupe North Side Kings, qui fut filmée et largement diffusée sur la toile, où l'on peut voir l'ancien chanteur des Misfits mis au sol par un violent coup de poing.
- Il a été contacté par 20th Century Fox pour jouer le rôle de Wolverine dans le film X-Men, mais a refusé la proposition, par crainte de devoir laisser sa carrière musicale de côté.
- Il est un grand amateur de comics, et possède une maison d'édition de comic book : Verotik.
- Il est en couple actuellement avec l'ex star du porno Fujiko Kano

## Discographie

### AvecSamhain
- Initium (1984) - LP
- November-Coming-Fire (1986) - LP
- Final Descent (1990) - LP ; réédité en 2000

### AvecDanzig
- Danzig (1988) - LP
- Danzig II: Lucifuge (1990) - LP
- Danzig III: How the Gods Kill (1992) - LP
- Danzig 4 (1994) - LP
- Danzig 5: Blackacidevil (1996) - LP
- Danzig 6:66: Satan's Child (1999) - LP
- Danzig 777: I Luciferi (2002) - LP
- Live on the Black Hand Side (2001) - Live
- Circle of Snakes (2004) - LP
- Deth Red Sabaoth (2010) - LP
- Skeletons (2015) - LP
- Black Laden Crown (2017) - LP

### En Solo
- Black Aria (1992) - LP
- Black Aria II (2006) - LP